# Seznam francouzských ponorek

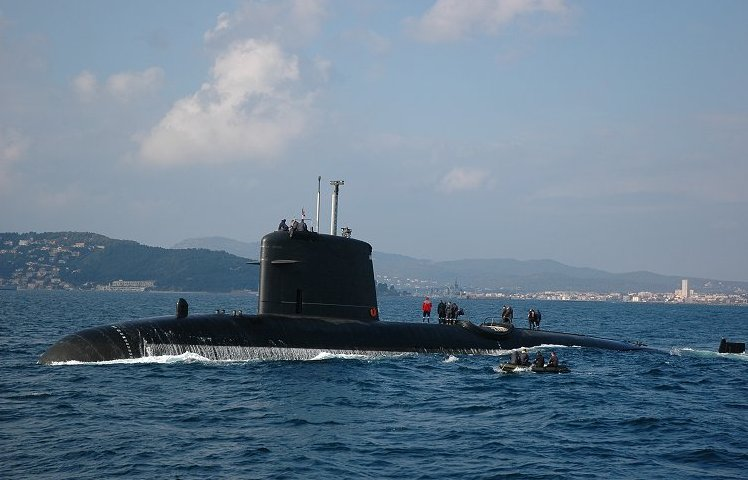
Jaderná útočná ponorka Casabianca třídy Rubis

Seznam francouzských ponorek zahrnuje konvenční a jaderné ponorky francouzského námořnictva. Součástí seznamu jsou lodě získané jako kořist ve světových válkách.

## Konvenční ponorky
- Plongeur
- Gymnote
- Gustave Zédé
- Morse
- Narval
- Třída Sirène (4 ks)
- Třída Farfadet (4 ks)
- Třída Français (2 ks)
- Třída Naïade (20 ks)
- X (Q35) – experimentální ponorka
- Z (Q36) – experimentální ponorka
- Y (Q37) – experimentální ponorka
- Třída Aigrette (13 ks)

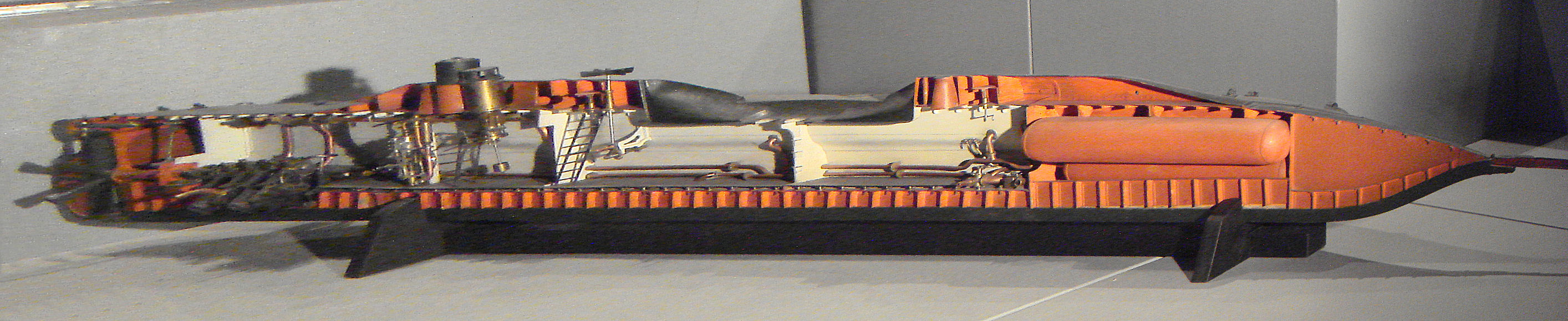
Plongeur

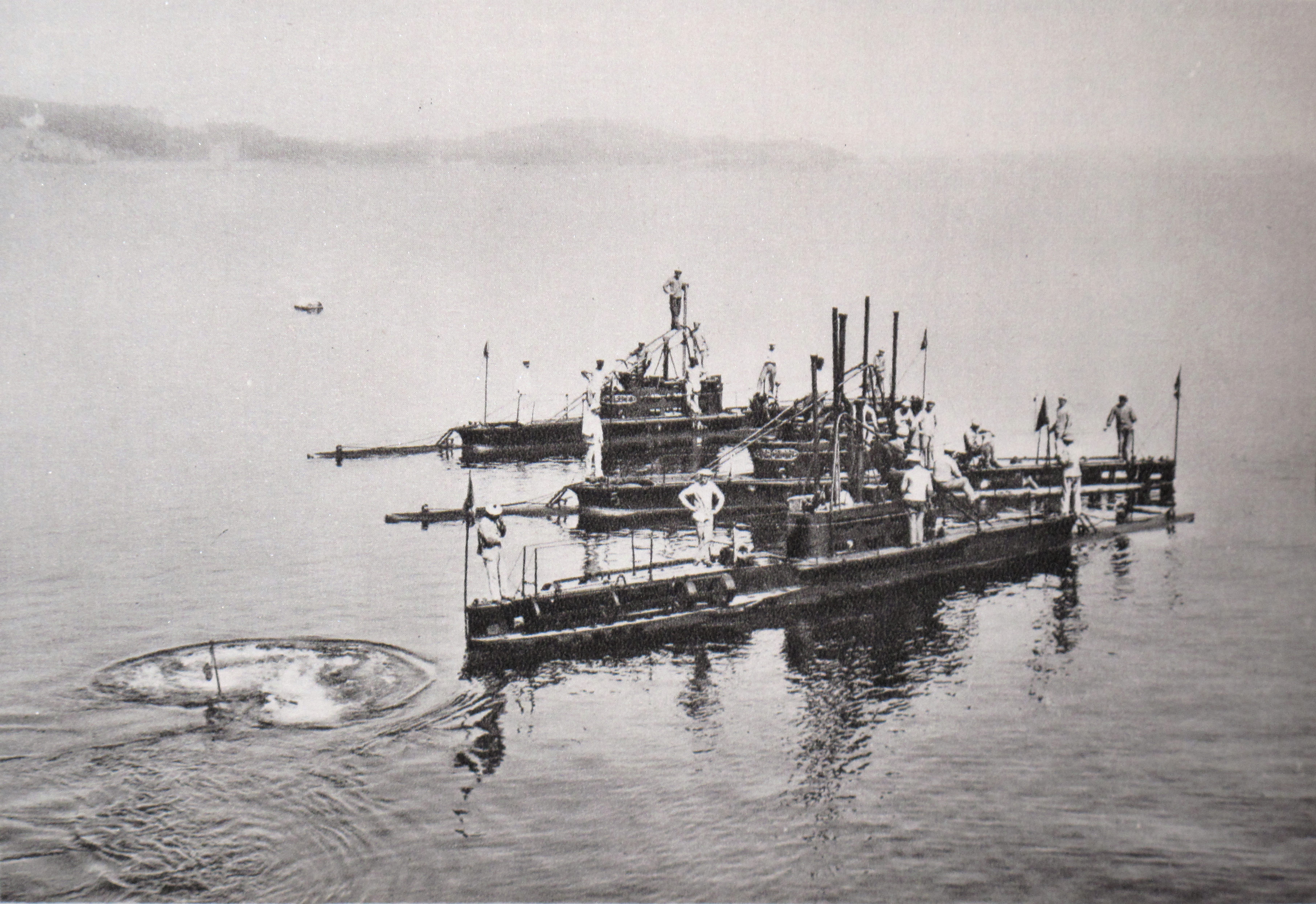
Ponorky třídy Naïade

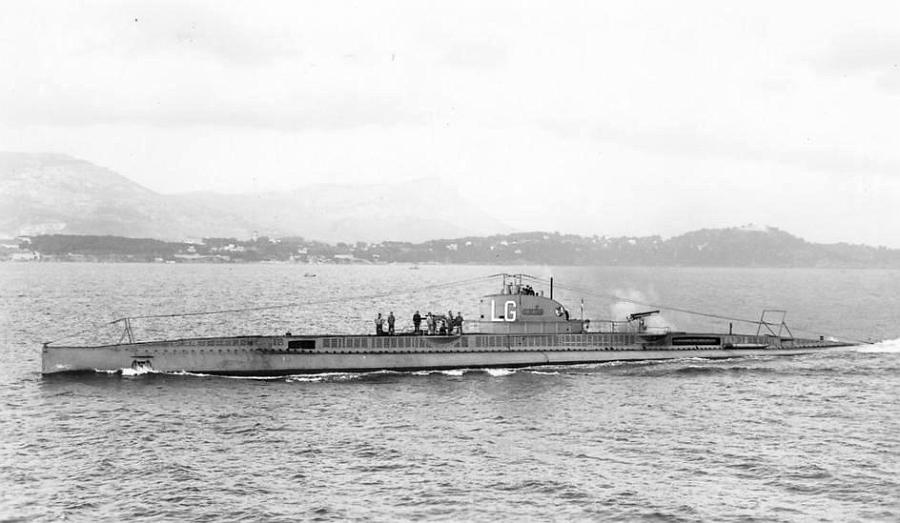
Ponorka Lagrange stejnojmenné třídy

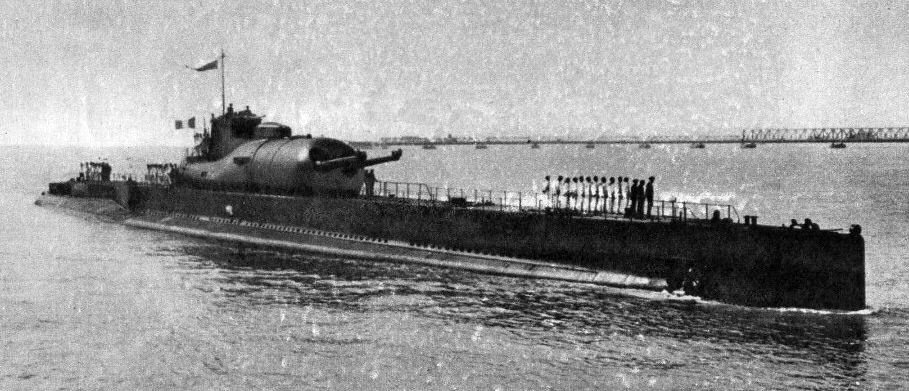
Surcouf

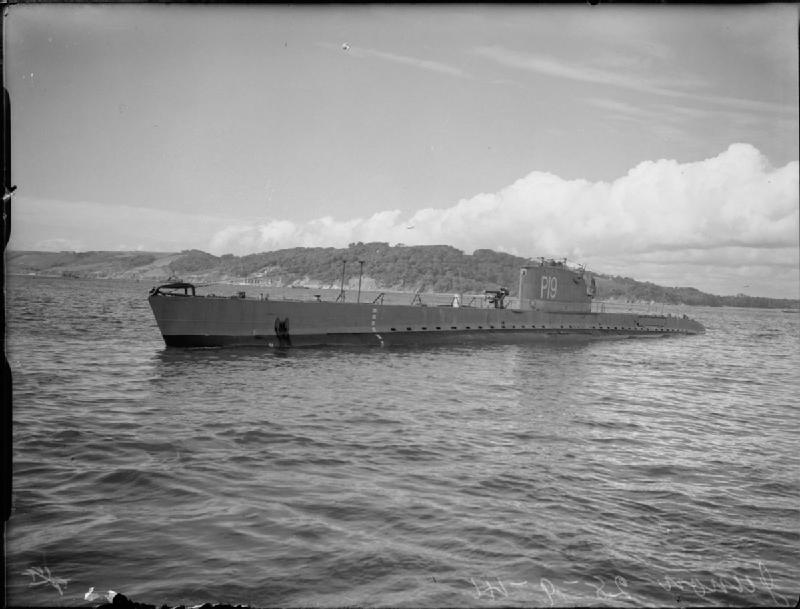
Ponorka Junon třídy Minerve

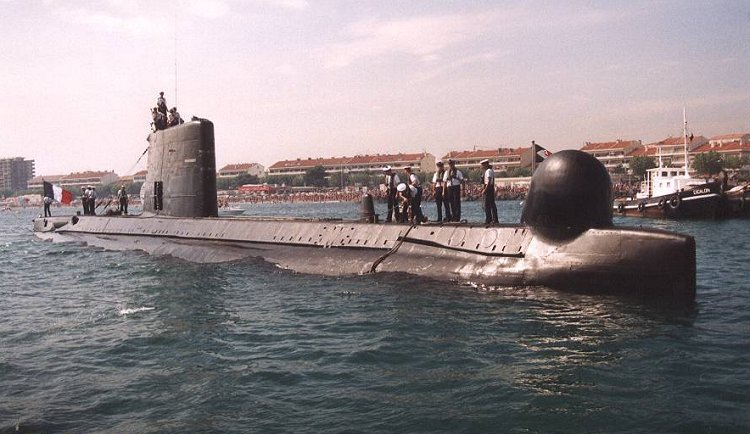
Ponorka Doris třídy Daphné

- Argonaute – experimentální ponorka
- Třída Émeraude (6 ks)
- Třída Circé (2 ks)
- Třída Guêpe (stavba zrušena, 10 ks)
- Třída Pluviôse (18 ks)
- Archimède
- Třída Brumaire
- Mariotte
- Amiral Bourgois
- Charles Brun
- Třída Clorinde (2 ks)
- Třída Gustave Zédé (2 ks)
- Třída Amphitrite (8 ks)
- Třída Bellone (3 ks)
- Třída Dupuy de Lôme (2 ks)
- Třída Diane (2 ks)
- Třída Armide (3 ks)
- Třída Joessel (dokončeny 2 z 8)
- Třída Lagrange (4 ks)
- Třída O'Byrne (3 ks)
- Maurice Callot
- Pierre Chailley
- Třída Requin (9 ks)
- Třída Sirène (4 ks)
- Třída Ariane (4 ks)
- Třída Circé (4 ks)
- Třída Saphir (6 ks)
- Surcouf
- Třída Argonaute (5 ks)
- Třída Diane (9 ks)
- Třída Orion (2 ks)
- Třída Minerve (6 ks)
- Třída Aurore (dokončeno 7 z 15)
- Třída Roland Morillot (stavba zrušena, 13 ks)
- Třída Émeraude (stavba zrušena, 4 ks)
- Třída Phénix (stavba zrušena, 13 ks)
- Třída Narval (6 ks)
- Třída Aréthuse (4 ks)
- Třída Daphné (11 ks)
- Třída Agosta (4 ks)

### Kořistní konvenční ponorky

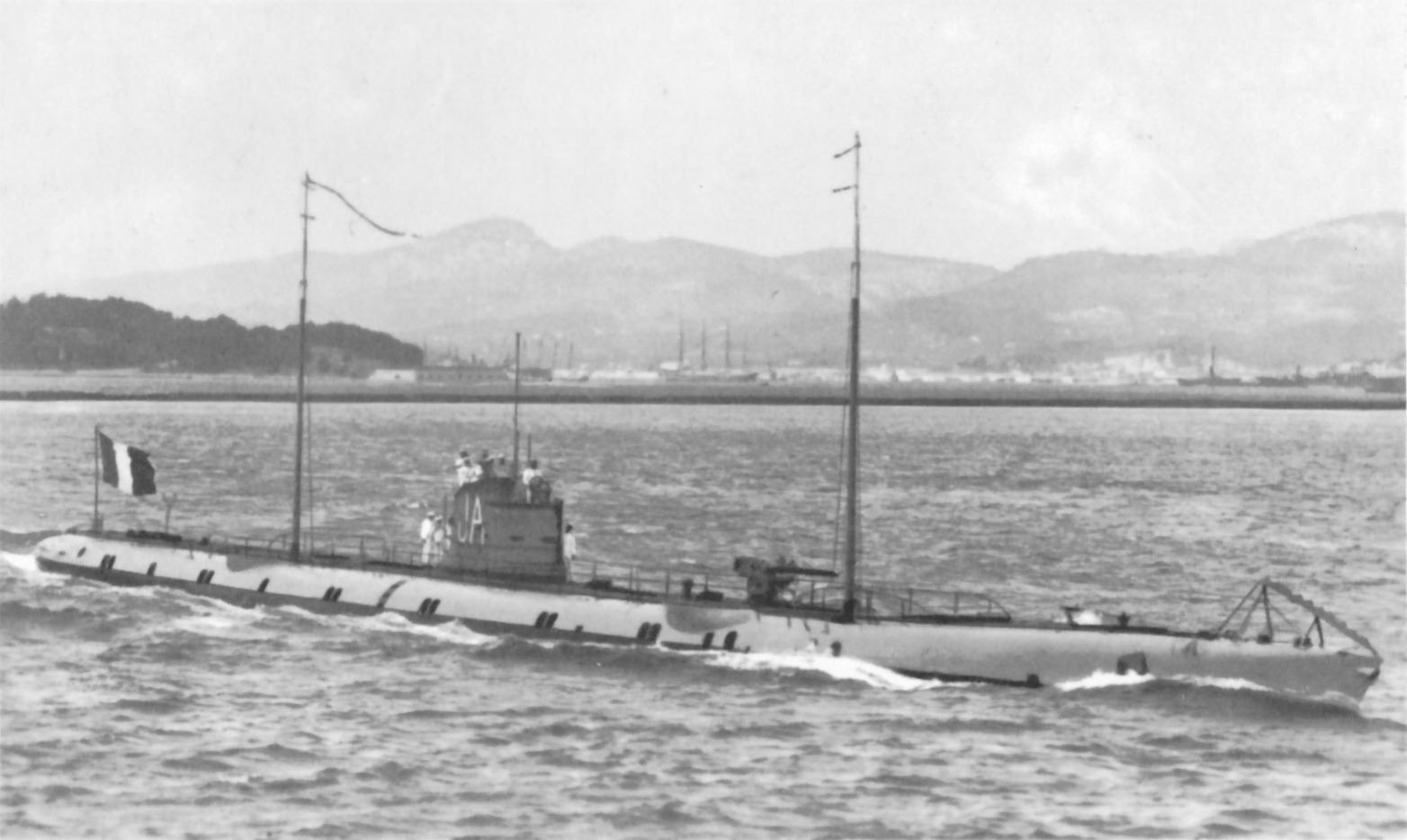
Francouzská ponorka Jean Autric (ex U 105) třídy U 93

- Třída U 93 (4 ks)
- Třída U 71 (2 ks)
- Třída U 139 (1 ks)
- Třída UB II (4 ks)

- Typ VII (2 ks)
- Typ IX (2 ks)
- Typ XXI (1 ks)
- Typ XXIII (1 ks)

## Jaderné útočné ponorky
- Třída Rubis (6 ks)
- Třída Suffren (1 ks, 5 objednáno)

## Jaderné raketonosné ponorky

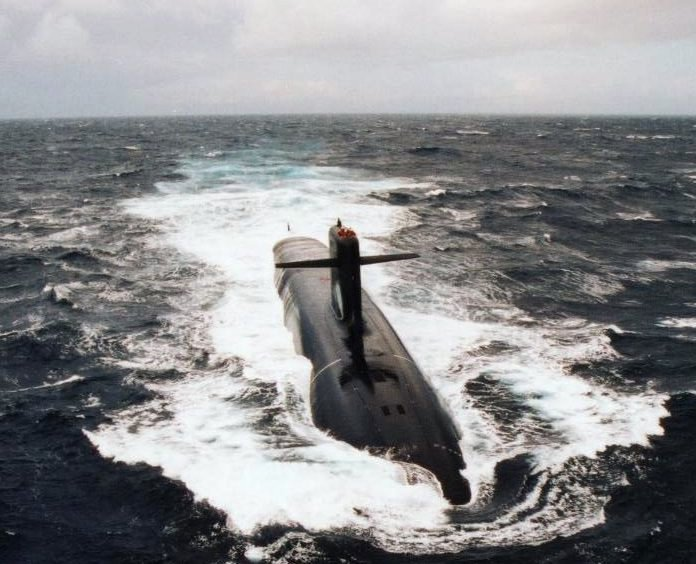
Le Téméraire (S-617)

- Třída La Redoutable (6 ks)
- Třída Le Triomphant (4 ks)
- SNLE 3G (ve vývoji)